# Assi (Fluss)
Der Assi (Hindi: अस्सी Assī [ˈʌsːi]) oder Asi (Hindi: असी Asī oder असि Asi [ˈʌsi]) ist ein kleiner Fluss in der Stadt Varanasi im indischen Bundesstaat Uttar Pradesh.
Das Flüsschen Assi entspringt im südlichen Vorortbereich Varanasis nahe dem Campus der Banaras Hindu University und fließt von dort aus mäandernd rund fünf Kilometer in Richtung Nordosten. Ursprünglich mündete er beim Assi Ghat, dem südlichsten der Ghats von Varanasi in den Ganges. 1981/1982 wurde der Lauf des Assi künstlich geändert und die Mündung rund 500 Meter nach Süden verlegt.
Obgleich kaum mehr als ein kleines Rinnsal, kommt dem Assi wegen seiner Verbindung mit der für die Hindus heiligen Stadt Varanasi eine gewisse Bedeutung zu. Er wird bereits in den Puranas erwähnt. Nach der traditionellen Vorstellung markiert der Assi zusammen mit dem Ganges und dem Fluss Varuna im Norden die Grenzen Varanasis als sakralen Raum. Der Name Varanasi wird daher von den Flussnamen Varuna und Assi hergeleitet. Wahrscheinlicher ist aber, dass allein der Varuna-Fluss, der in der älteren Literatur ebenfalls unter dem Namen Varanasi bekannt war, für die Stadt namensgebend war.